# Елпайн (Техас)
Елпайн (англ. Alpine) — місто (англ. city) в США, в окрузі Брюстер штату Техас. Населення — 6035 осіб (2020).

## Географія
Елпайн розташований за координатами 30°21′50″ пн. ш. 103°39′52″ зх. д. / 30.36389° пн. ш. 103.66444° зх. д. (30.363905, -103.664456).  За даними Бюро перепису населення США в 2010 році місто мало площу 12,15 км², з яких 12,15 км² — суходіл та 0,00 км² — водойми.

### Клімат
Місто знаходиться у зоні, котра характеризується кліматом помірних степів. Найтепліший місяць — червень із середньою температурою 24.8 °C (76.7 °F). Найхолодніший місяць — січень, із середньою температурою 8.1 °С (46.5 °F).
| Клімат Елпайна          | Клімат Елпайна | Клімат Елпайна | Клімат Елпайна | Клімат Елпайна | Клімат Елпайна | Клімат Елпайна | Клімат Елпайна | Клімат Елпайна | Клімат Елпайна | Клімат Елпайна | Клімат Елпайна | Клімат Елпайна | Клімат Елпайна |
| Показник                | Січ.           | Лют.           | Бер.           | Квіт.          | Трав.          | Черв.          | Лип.           | Серп.          | Вер.           | Жовт.          | Лист.          | Груд.          | Рік            |
| Абсолютний максимум, °C | 27,2           | 31,7           | 32,8           | 36,1           | 38,3           | 41,7           | 41,1           | 39,4           | 38,3           | 36,1           | 30,6           | 28,3           | 41,7           |
| Середній максимум, °C   | 15,8           | 18,1           | 21,5           | 25,8           | 29,7           | 32,6           | 31,9           | 31,3           | 28,7           | 25,4           | 19,9           | 16,4           | 24,8           |
| Середня температура, °C | 8,1            | 9,9            | 13             | 17,3           | 21,4           | 24,8           | 24,8           | 24,3           | 21,6           | 17,6           | 11,9           | 8,7            | 16,9           |
| Середній мінімум, °C    | 0,4            | 1,8            | 4,4            | 8,6            | 13,1           | 17             | 17,8           | 17,3           | 14,4           | 9,7            | 4,1            | 1,1            | 9,2            |
| Абсолютний мінімум, °C  | −17,8          | −18,9          | −12,2          | −6,7           | −1,7           | 0              | 11,1           | 9,4            | 2,2            | −6,1           | −18,9          | −19,4          | −19,4          |
| Норма опадів, мм        | 14             | 12             | 9              | 13             | 31             | 60             | 70             | 68             | 66             | 34             | 13             | 15             | 405            |
| Днів з опадами          | 3              | 3              | 2              | 3              | 5              | 8              | 8              | 8              | 8              | 5              | 3              | 3              | 59             |
| Днів зі снігом          | 0,2            | 0,1            | 0              | 0              | 0              | 0              | 0              | 0              | 0              | 0              | 0,1            | 0,2            | 0,6            |
| ----------------------- | -------------- | -------------- | -------------- | -------------- | -------------- | -------------- | -------------- | -------------- | -------------- | -------------- | -------------- | -------------- | -------------- |
| Джерело: Weatherbase    |                |                |                |                |                |                |                |                |                |                |                |                |                |

## Демографія
Згідно з переписом 2010 року, у місті мешкало 5905 осіб у 2650 домогосподарствах у складі 1427 родин. Густота населення становила 486 осіб/км².  Було 3033 помешкання (250/км²).
Расовий склад населення:
| - 85,4 % — білих - 1,4 % — чорних або афроамериканців - 1,2 % — корінних американців - 0,8 % — азіатів - 7,9 % — осіб інших рас |

До двох чи більше рас належало 3,3 %. Частка іспаномовних становила 51,2 % від усіх жителів.
За віковим діапазоном населення розподілялося таким чином: 22,0 % — особи молодші 18 років, 62,9 % — особи у віці 18—64 років, 15,1 % — особи у віці 65 років та старші. Медіана віку мешканця становила 36,3 року. На 100 осіб жіночої статі у місті припадало 99,5 чоловіків;  на 100 жінок у віці від 18 років та старших — 96,5 чоловіків також старших 18 років.
Середній дохід на одне домашнє господарство  становив 59 125 доларів США (медіана — 35 941), а середній дохід на одну сім'ю — 83 048 доларів (медіана — 52 226). Медіана доходів становила 34 604 долари для чоловіків та 32 922 долари для жінок. За межею бідності перебувало 13,7 % осіб, у тому числі 6,6 % дітей у віці до 18 років та 11,1 % осіб у віці 65 років та старших.
Цивільне працевлаштоване населення становило 2843 особи. Основні галузі зайнятості: освіта, охорона здоров'я та соціальна допомога — 40,5 %, публічна адміністрація — 11,5 %, роздрібна торгівля — 9,3 %, мистецтво, розваги та відпочинок — 8,4 %.